# Dangatar Khydyrov
Dangatar Khydyrov (opr. Dangatar Bayramovich) (født  25. december 1953 i Geok Tepe (en), Turkmenistan) er en turkmensk komponist og pianist.
Khydyrov studerede harmonika og komposition som ung på Geoktepe Musikskole. Han kom senere ind på Det Statslige Turkmenske  Musikkonservatorium, hvor komposition blev hans hovedbeskæftigelse, og studerede videre på Leningrads Statslige Musikkonservatorium, hos bla. Sergej Slonimskij. Khydyrov har skrevet en symfoni, orkesterværker, kammermusik, sange, scenemusik, filmmusik etc. Han var inspireret af klassisk europæisk musik, samt turkmensk folklore. 

## Udvalgte værker
- Symfoni nr. 1 (1980) - for orkester
- "2 Stykker" (1976) - for orkester
- Suite (1975) - for fløjte og klaver
- "Variationer" (1975) - for strygekvartet
- "Ruinerne fra den gamle Moske" (1975)
- Strygekvartet (1976)